# Holšice
Holšice (německy Holschitz) je vesnice, část obce Chabeřice v okrese Kutná Hora. Nachází se asi dva kilometry severozápadně od Chabeřic.
Holšice leží v katastrálním území Chabeřice o výměře 7,96 km².

## Historie
První písemná zmínka o vesnici pochází z roku 1390.

## Fotogalerie

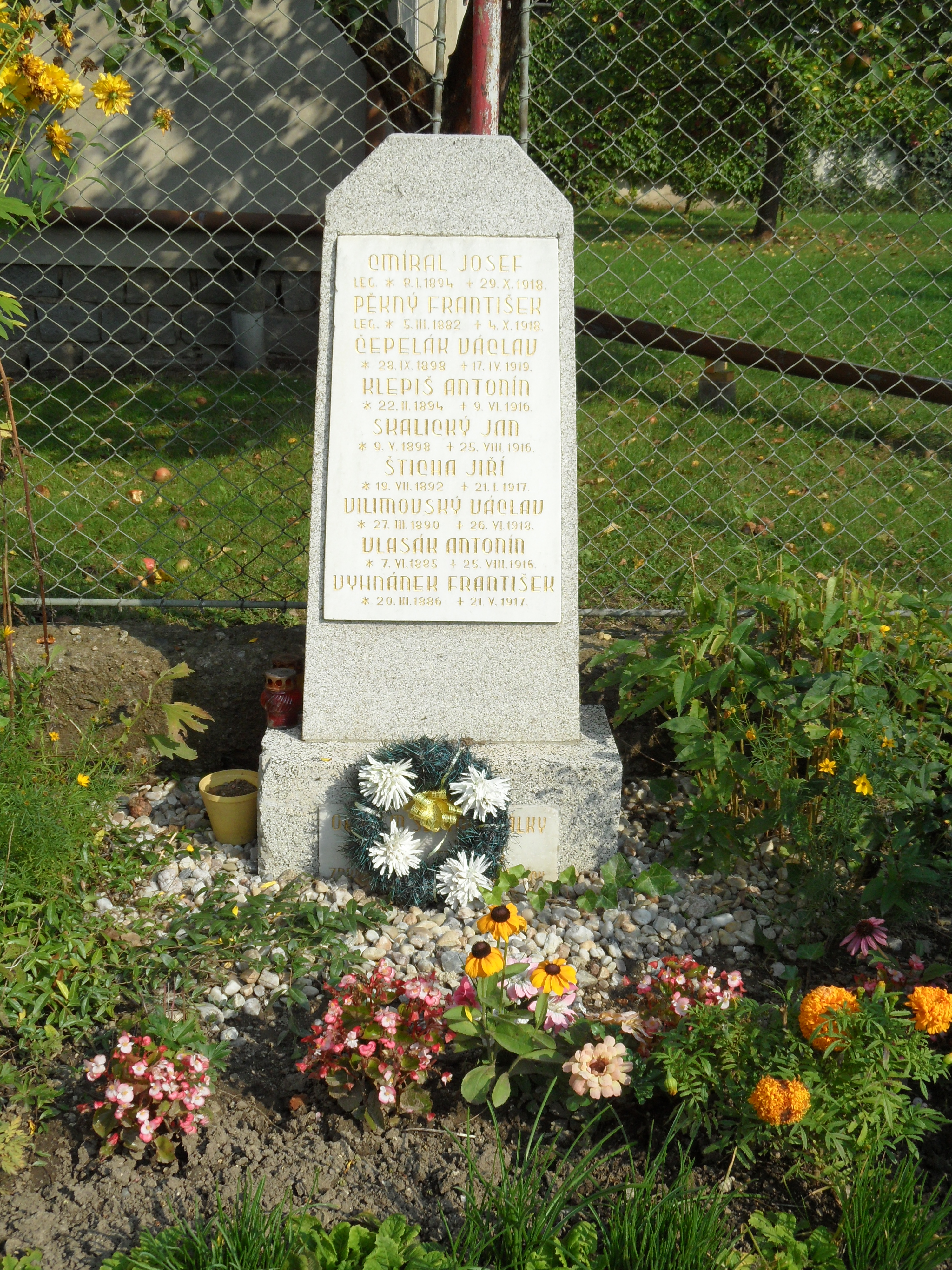
Památník obětem první světové války
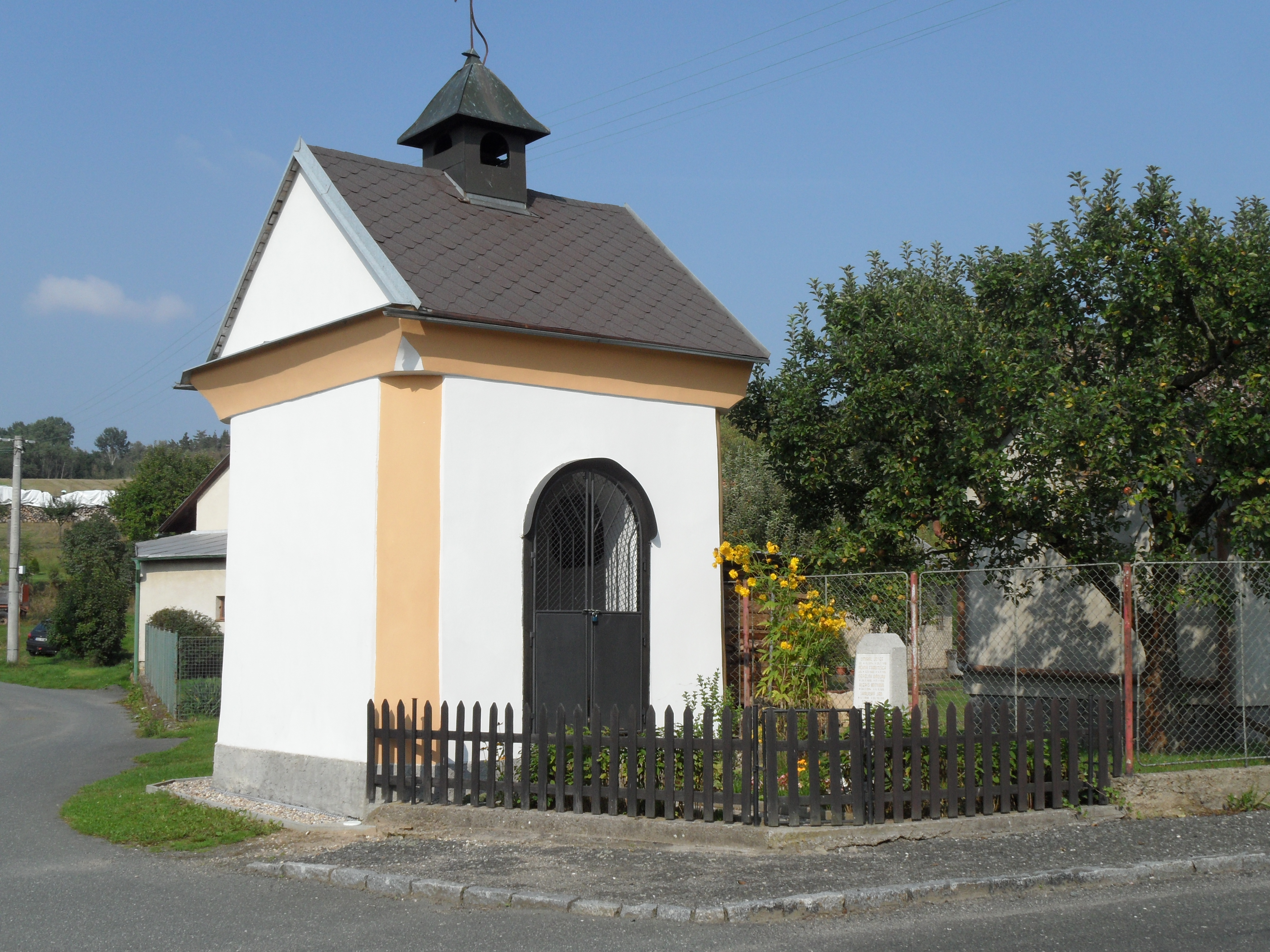
Kaplička
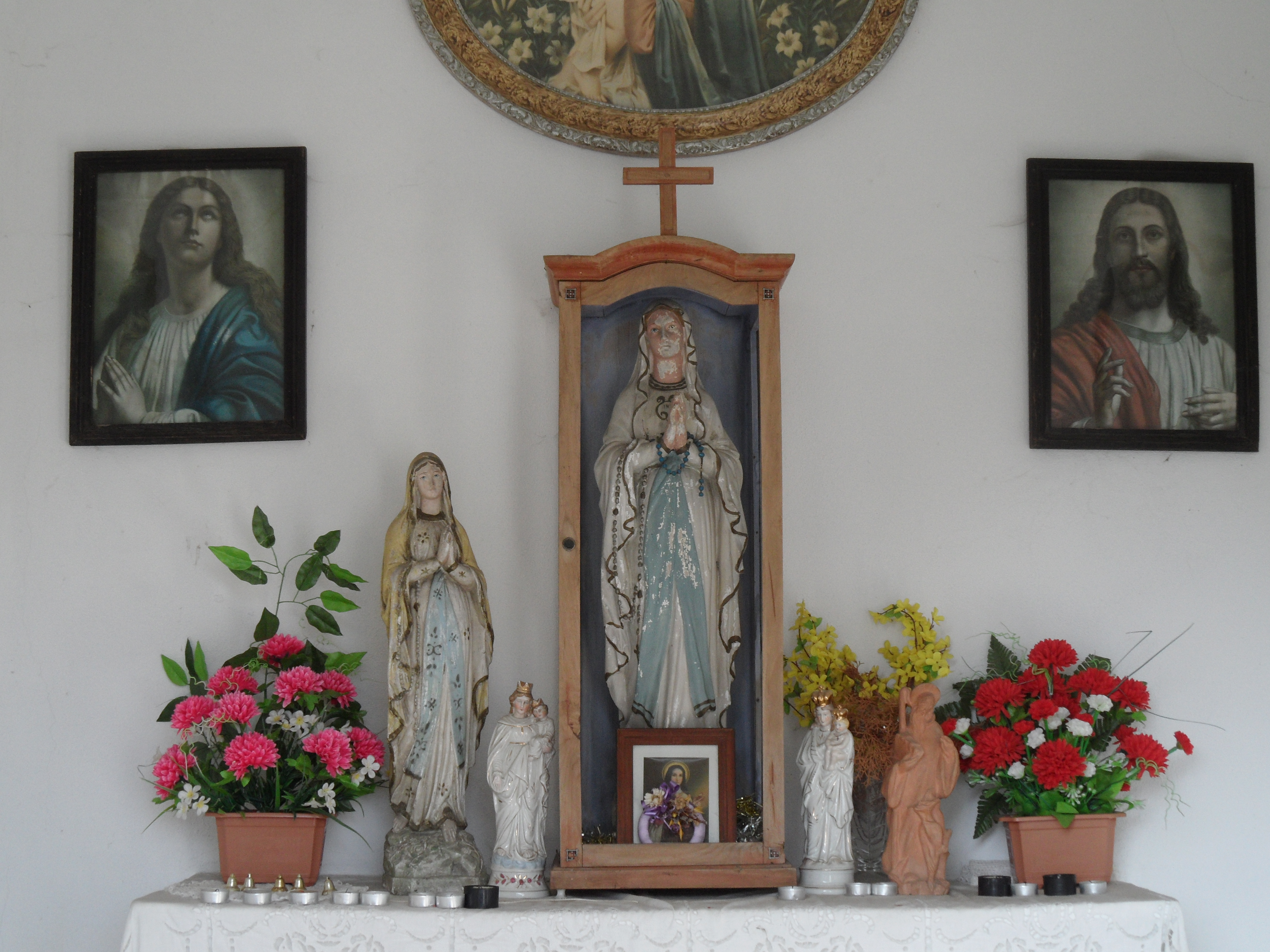
Interiér kapličky
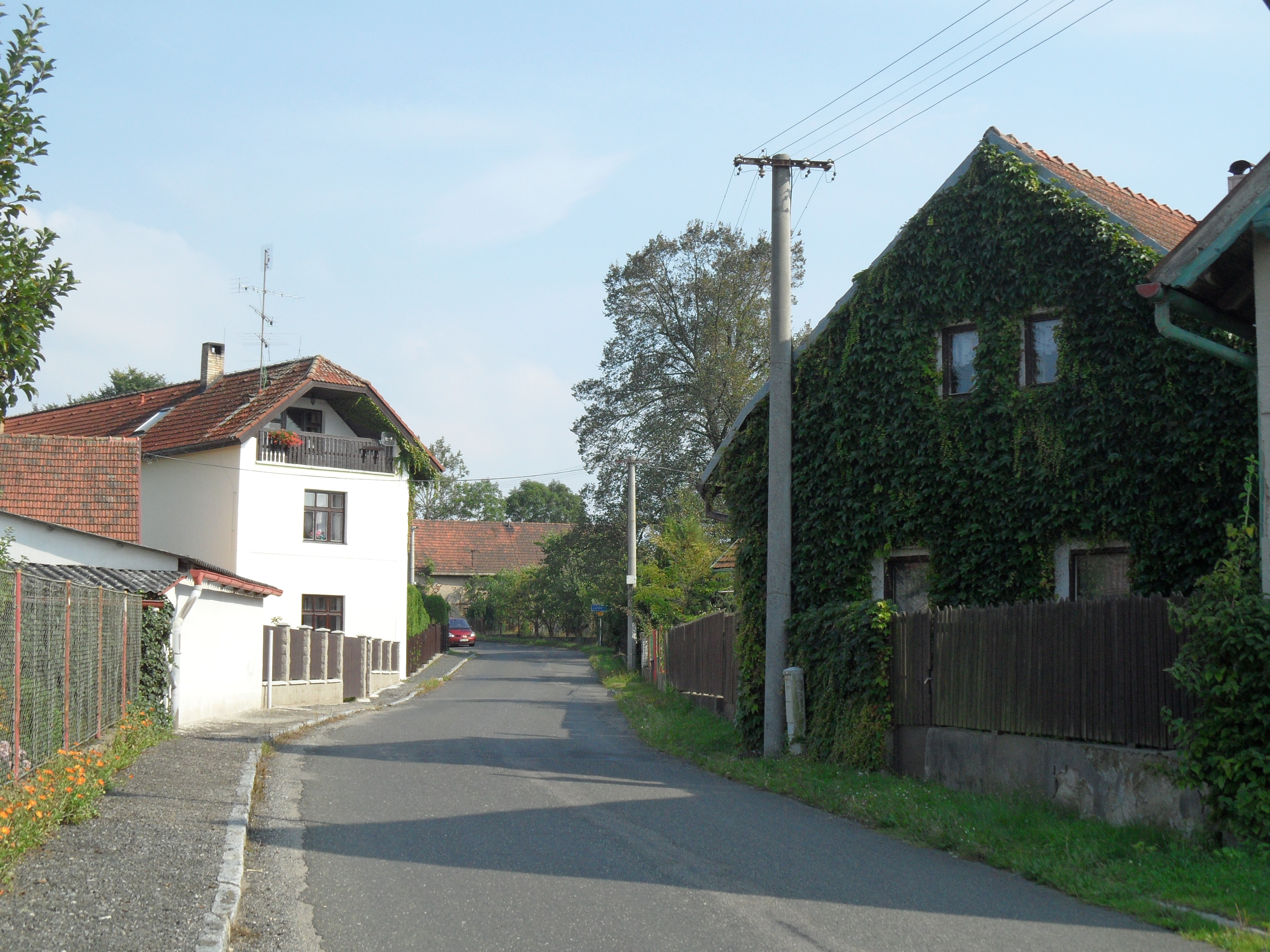
Domy směr Zruč